# Ruth Wahlund
Ruth Wahlund, född 24 juni 1906 i Karlshamn, död 5 augusti 1994 i Löderup, var en svensk målare och tecknare.
Hon var dotter till översten i Frälsningsarmén Jan Magnus Wahlund och Anna Dorotea Berg och från 1954 gift med lantbrukaren Oskar Månsson. Wahlund växte upp i Finland där hon efter studentexamen studerade språk och musik i Helsingfors under flera år. Efter återkomsten till Sverige studerade hon konst vid Grünewalds målarskola, Valands målarskola och Kungliga konsthögskolan och genom studiebesök i ett flertal av Europas länder. Separat ställde hon bland annat ut på Welamsons konstgalleri i Stockholm och i Arvika, Ystad och Hammenhög. Tillsammans med Olle Gill ställde hon ut på Galleri Brinken och hon medverkade i samlingsutställningar arrangerade av Arvika konstförening, Skånes konstförening, Kristianstads konstförening, Hörby konstförening, Sveriges allmänna konstförenings utställningar på Liljevalchs konsthall och Göteborgs konstförenings Decemberutställningar på Göteborgs konsthall. Hennes konst består till stor del av landskapsskildringar från Österlen i Skåne samt stilleben  och porträtt. Wahlund är representerad vid Österlens museum i Simrishamn, Ystads konstmuseum och Moderna museet.